# FN Model 1903

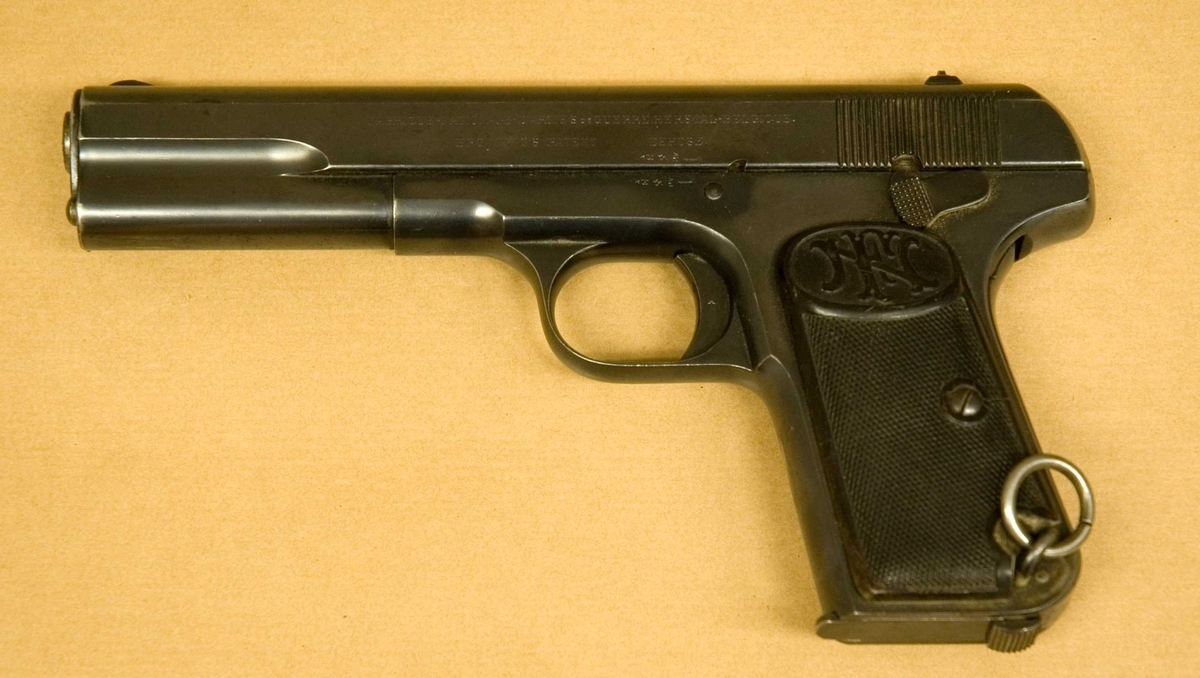
Епохальна модель пістолета Browning FN Model 1903

FN Model 1903 (інші назви — M1903, FN Mle 1903, Browning No.2, Browning Modèle de Guerre або Browning Grand Modèle) — бельгійський самозарядний пістолет.

## Історія
Прототип пістолета був розроблений в 1901. При цьому Браунінг продав патент в США (випускався як Colt Model 1903 Pocket Hammerless) та Бельгії. Пістолет мав великий експортний успіх та донині є зразковою короткоствольною приватною самозарядною зброєю.

## Країни-експлуатанти
- Бельгія: прийнятий на озброєння, вироблявся на Національною збройовою фабрикою в Ернсталі (FN), в 1903—1927 було випущено 58442 од. Загальний випуск в 1903—1940 склав близько 60 тис. од.
- Колумбія: в 1930-ті поставлені декілька сотень Husqvarna m/1907.
- Данія
- Сальвадор: декілька сотень закуплені в 1927.
- Естонія: В 1922—1926 закуплено 4616 од., залишалися на озброєнні до середини 1930х, пізніше продані в Іспанію.
- Фінляндія: вперше з'явились в країні під час Громадянської війни (не більше 100 од.). Під час Зимової війни масово закупались як у Європі, так і поставлялись з Швеції (як FN Model 1903, так і Husqvarna M/07). Використовувались під час війни 1941—1944 (на весну 772)[1].
- Греція
- Третій Рейх: після окупації Бельгії та Данії, пістолети під найменуванням Pistole 622 (b) надійшли на озброєння агентів абверу, окупаційних військ та охоронно-поліцейських формувань.
- Нідерланди
- Норвегія
- Туреччина: в 1908—1914 закуплено 8 тис. пістолетів для поліції.
- Парагвай: у 1927 закуплено 324 од.
- Росія: для поліції до початку Першої Світової війни було закуплено 11 тис. од.
- Сербія
- СРСР
- Іспанія
- Швеція: виготовлявся за ліцензією з 1917 як Husqvarna m/1907.
- Велика Британія